# 386622 New Zealand
386622 New Zealand este o planetă minoră (asteroid) din centura de asteroizi. A fost descoperită pe 16 septembrie 2009 la Farm Cove, New South Wales⁠(d) de Jennie McCormick⁠(d). 
Obiectul prezintă o orbită caracterizată de o semiaxă mare de 2,3003250160015 UAi, o excentricitate de 0,19, o înclinație de 7,1 ° în raport cu ecliptica.